# La Vierge aux donateurs
La Vierge aux donateurs – ou La Vierge et l'Enfant avec deux orants à genoux – est un tableau réalisé par le peintre flamand Antoine van Dyck vers 1630. Cette huile sur toile de format vertical est une Vierge à l'Enfant qui représente Marie tenant l'Enfant Jésus alors qu'il tend une main vers la joue d'un homme à genoux à côté de son épouse, les donateurs de l'œuvre, figurés sous le vol de deux putti. L'œuvre est conservée au musée du Louvre, à Paris, en France.